# Rhinogobius longipinnis
Rhinogobius longipinnis är en fiskart som beskrevs av Nguyen och Vo 2005. Rhinogobius longipinnis ingår i släktet Rhinogobius och familjen smörbultsfiskar. IUCN kategoriserar arten globalt som otillräckligt studerad. Inga underarter finns listade i Catalogue of Life.